# Орагвелидзе, Михаил Филиппович
Михаил Филиппович Орагвелидзе (груз. მიხეილ ორაგველიძე, 1907 —1996) — советский государственный, политический и хозяйственный деятель, председатель колхоза имени Орджоникидзе Шромского сельсовета Махарадзевского района Грузинской ССР Герой Социалистического Труда.

## Биография
Родился в 1907 году в селе Шрома (груз. შრომა) будущего Махарадзевского района, ныне — Озургетский муниципалитет края Гурия Грузии. Грузин.
С 1924 года работал сельским учителем в родном селе Шрома, а весной 1938 года его избрали председателем небольшой местной сельхозартели.
Село Шрома (в переводе с грузинского означает труд) находится на склонах гор, недалеко от берегов Чёрного моря в зоне влажных субтропиков. Климатические и почвенные условия этой зоны благоприятствуют выращиванию таких ценных культур, как чай, лимоны, апельсины, мандарины, тунговое дерево, табак.
Весной 1938 года колхоз явился инициатором социалистического соревнования между грузинскими и украинскими колхозниками (село Ровное в Геническом районе Херсонской области Украины, колхоз имени Сталина 7 февраля 1939 года награждён орденом Ленина — первая в СССР орденоносная сельхозартель).
В 1940 году колхоз им. Орджоникидзе был награждён орденом «Знак Почёта», а его председатель — М. Ф. Орагвелидзе к 20-летнему юбилею образования ГССР в числе 264 передовиков Грузии Указом Президиума ВС СССР от 24 февраля 1941 года был награждён орденом Трудового Красного Знамени.
В годы Великой Отечественной войны село Шрома приютило более ста украинцев из села Ровного, когда его оккупировали фашисты, помогло воссоединиться развеянным ветром войны семьям, колхозники собрали миллион рублей на строительство танковой колонны «За освобождение Украины» и обратились с ходатайством направить её в бой за освобождение Генического района оккупированной Украины.
По-прежнему большое внимание уделялось чайным плантациям, чай был нужен для фронта и как лекарственное сырье.
За счёт обработки почвы и внесения удобрений (за последние 10 лет колхоз внёс в почву свыше 6 тысяч тонн различных минеральных удобрений), разработки ветрозащитных полос, формовки (обрезка) кустов, правильной организации труда и, в частности, сбора чайного листа обеими руками, урожай чайных и цитрусовых культур с каждым годом возрастает. По сравнению с 1935 годом в 1947 году сбор листа с тех же плантаций возрос в три раза. Площадь цитрусовых насаждений за этот же период расширилась почти в 18 раз, с 18 до 319 гектаров.
В колхозе работала 21 бригада, труженики которых со 152 гектаров собрали в среднем по 3500 килограммов чайного листа с гектара.
Если до 1917 года по всей Грузии собирали всего 120 тонн чайного листа, то в 1947 году один только колхоз им. Орджоникидзе собрал и сдал государству 537 тонн.
В первые послевоенные годы за короткий срок вывел производство сельскохозяйственных продуктов на довоенный уровень. За годы Четвёртой пятилетки (1946—1950) вывел колхоз наряду с колхозами имени Берия (председатель — Василий Виссарионович Джабуа) и «Ахалгаздра Комунисти» (председатель — Севериан Моисеевич Мухашаврия) в число передовых сельскохозяйственных предприятий Махарадзевского района.
Указом Президиума Верховного Совета СССР от 21 февраля 1948 года за получение высоких урожаев чайного листа и цитрусовых культур в 1947 году Орагвелидзе Михаилу Филипповичу присвоено звание Героя Социалистического Труда с вручением ордена Ленина и золотой медали «Серп и Молот».
В передовой бригаде Карло Горгиладзе с 13 гектаров было собрано по 7330 килограммов, а звено Елены Хеладзе с 3 гектаров собрало по 16 тонн чайного листа с гектара. Оба они этим же указом были удостоены звания Героя Социалистического Труда.
В дальнейшем колхоз имени Орджоникидзе продолжал перевыполнять планы по сдаче государству сельхозпродукции и председатель награждался орденами Ленина, а 14 его передовиков стали Героями Социалистического Труда.
М. Ф. Орагвелидзе постоянно проживал в родном селе Шрома ныне — Озургетского муниципалитета Грузии. Умер после 1986 года.

## Награды
- Золотая медаль «Серп и Молот» (21.02.1948)[5]
- орден Ленина (21.02.1948)[6]
- орден Ленина (7.01.1944)
- орден Ленина (29.07.1949)
- орден Ленина (23.07.1951)
- орден Ленина (22.02.1978))
- орден Октябрьской Революции  (08.04.1971)
- орден  Трудового Красного Знамени (24.02.1941)
- орден Дружбы народов (06.06.1984)
- орден «Знак Почёта» (02.04.1966)
- Медаль «За трудовую доблесть»
- Медаль «В ознаменование 100-летия со дня рождения Владимира Ильича Ленина»
- Медаль «За доблестный труд в Великой Отечественной войне 1941—1945 гг.»
- Медаль «Ветеран труда»
- медали Выставки достижений народного хозяйства (ВДНХ)
- и другими